# Brokförgätmigej
Brokförgätmigej (Myosotis discolor) är en cirka 2 dm hög ört i familjen strävbladiga växter, av släktet förgätmigejer. Varje planta är vanligen förgrenad ända nere från marken, och både stjälkar och blad är håriga. 